# Vladislav Zejda
Vladislav Zejda (uváděn také jako Vlastimil Zejda, Vlastislav Zejda, (4. srpna 1934, Mihoukovice u Budišova – 21. května 2025[zdroj?]) byl český úspěšný pilot, plachtař, technik a světový rekordman.

## Biografie
Vladislav Zejda se narodil v roce 1934 v Mihoukovicích nedaleko Budišova, absolvoval základní školu a následně se vyučil v Královopolských strojírnách v Brně na soustružníka kovů. Po vyučení nastoupil na pozici laboranta na Vojenskou technickou akademii v Brně, následně přešel do Hydrotechnického ústavu a v letech 1963–1965 působil jako technik v Egyptě. Po roce 1968 byl perzekvován a musel často měnit působiště, v roce 1973 nastoupil do AZNP Mladá Boleslav.
V roce 1951 zahájil plachtařský výcvik na letišti v Brně-Medlánkách, posléze získal několik národních i světových rekordů v bezmotorovém létání. Je několikanásobným celostátních nebo regionálních pohárů v letectví. Jeho dcera Hana Zejdová je také bezmotorová pilotka. Plachtař Vladislav Zejda se na upraveném celokovovém Blaníku v Tatrách pokoušel o výškové lety. Vladislav Zejda byl pilot Aeroklubu Brno-Medlánky, který dosáhl významného československého rekordu v plachtění. Dne 27. 8. 1955 společně s Oldřichem Zbíralem uskutečnil tzv. „cílový rychlostní přelet na 100 km“ na trati Brno–Žamberk, a to průměrnou rychlostí 54,4 km/h. Tento výkon patřil k nejvýznamnějším rekordním letům, které byly v této době v aeroklubu uskutečněny, a zařadil se mezi historicky cenné sportovní úspěchy Medláneckých plachtařů.
Vladislav Zejda byl mezi 280 osobnostmi nominovanými v roce 2018 v dosud největší anketě v českém a slovenském letectví, která vybírala nejvýznamnější letecké osobnosti století. V seznamu nominovaných je uveden jako „plachtař, rekordman“, což znamená, že jeho hlavním přínosem bylo bezmotorové létání (plachtění), ve kterém dosáhl významných výkonů a rekordů. Nominace tedy oceňuje jeho zásluhy v oblasti sportovního letectví, konkrétně v plachtění, kde vynikal jak svými rekordy, tak pravděpodobně i dlouhodobou činností a přínosem pro rozvoj tohoto sportu.